# Nancy Ramey
Nancy Jane Ramey (Seattle, 29 giugno 1940) è un'ex nuotatrice statunitense.

## Carriera
All'apice della propria carriera vinse la medaglia d'argento alle Olimpiadi di Melbourne 1956, giungendo sul secondo gradino nei 100m farfalla, disciplina nella quale era specializzata.
Detenne, per qualche anno, anche due record del mondo: nei 100m farfalla (1'09"1) e nei 200m farfalla (2'40"05).

## Palmarès
- Giochi olimpici

Melbourne 1956: argento nei 100m farfalla.
- Giochi panamericani

Chicago 1959: argento nei 100m farfalla.